# Internationale Konferenz von Rom für die soziale Verteidigung gegen Anarchisten
Die Internationale Konferenz von Rom für die soziale Verteidigung gegen Anarchisten war eine Konferenz gegen den Anarchismus.
Die Konferenz wurde vom 24. November bis 21. Dezember 1898 auf italienische Initiative im Nachgang des Attentats  auf Kaiserin Elisabeth auf der Promenade des Genfer Sees durch Luigi Lucheni am 10. September abgehalten. 54 Delegierte kamen aus 21 Staaten zusammen. Die unterzeichnenden Länder der geheimen Abschlusserklärung stimmten zu, jeweils spezielle Organisationen zur Überwachung Verdächtiger des Anarchismus einzurichten, der als „gewaltsames Mittel zur Zerstörung der Organisiertheit der Gesellschaft“ definiert wurde. Die vertretenen Länder entschieden einstimmig, der Anarchismus sei nicht als politische Doktrin und Taten sich auf ihn beziehender Personen als kriminell zu werten. Die anderen Vereinbarungen schlossen das Verabschieden von Gesetzen der teilnehmenden Länder ein, die Verbote von illegalem Besitz und illegaler Nutzung von Sprengstoffen, Mitgliedschaft in anarchistischen Organisationen, Verbreitung anarchistischer Propaganda und Unterstützung von Anarchisten zum Inhalt haben sollten. Die Teilnehmer kamen weiter überein, dass die Berichterstattung der Presse über anarchistische Aktivitäten eingeschränkt werden und für die Ermordung von Staatsoberhäuptern grundsätzlich die Todesstrafe gelten solle.
Das Abkommen bestand nur auf dem Papier und wurde von den Unterzeichnern nach Gutdünken beachtet. Durch das nachlassende Aufkommen terroristischer Aktivitäten seitens anarchistischer Einzeltäter wegen der vermehrten Kritik am Konzept der Propaganda der Tat durch den organisierten Anarchismus hatte das Protokoll keine große Wirkung. Allerdings wird der Konferenz Bedeutung als Ausgangspunkt einer 25 Jahre dauernden Kampagne und für zunehmend engere Polizeizusammenarbeit zugeschrieben.
Die Behörden nutzten die Gelegenheit, ein internationales System zum Austausch von Informationen und Nachrichten zwischen den nationalen Polizeibehörden einzurichten. Die Methode des portrait parlé von Alphonse Bertillon wurde eingeführt, die eine Identifizierung von Verdächtigen anhand durch Zahlen ausgedrückter Kopf- und Körpermaße ermöglichen und dem ein Foto und eine Beschreibung der Vorlieben beigefügt werden sollte.
1904, drei Jahre nach der Ermordung William McKinleys durch Leon Czolgosz, wurde auf Betreiben Russlands bei einer Folgekonferenz in St. Petersburg das „Geheimabkommen für internationalen Krieg gegen Anarchismus“ von zehn europäischen Staaten unterzeichnet. Sie verpflichteten sich zur Einrichtung einer „Zentralpolizeistelle zur Sammlung von Nachrichten über die Anarchisten und ihr Treiben“. Eine weitere Regelung betraf die Ausweisung von Anarchisten in ihre Herkunftsländer auf kürzestem Weg und direkter Übergabe an die dortigen Behörden. Mit der Schweiz und England fehlten die wichtigsten Exilländer der Anarchisten, und Frankreich nahm ebenfalls nicht teil, so dass das Abkommen keine direkten Auswirkungen hatte.
Durch die resultierende verbesserte Zusammenarbeit zwischen den nationalen Polizeibehörden lassen sich direkte Verbindungen zur 1923 eingerichteten Interpol ziehen.